# رن هوی
رن هوی (انگلیسی: Ren Hui؛ زادهٔ ۱۱ اوت ۱۹۸۳) اسکیت‌باز سرعت اهل چین است.